# 지평선 너머
《지평선 너머》는 1997년 10월 27일부터 1998년 2월 26일까지 방영된 SBS 일일드라마이며 원래 1997년 10월 초 시작할 예정이었으나 캐스팅 문제 때문에 어려움을 겪어 같은 달 27일로 첫 회가 변경됐고 미아리 일번지부터 <지평선 너머>까지 SBS의 일일극은 월~목 9시에 방송됐다.
한편, 초중반부 때 경쟁하여 1997년 12월 26일까지 월~금 9시에 편성됐지만 집필자 이홍구 작가가 1997년 8월 29일 끝난 MBC 세 번째 남자 이후 2달여 만에 일일극을 집필하게 되어 건강에 이상이 생기자 같은 해 12월 29일부터 방영이 일시 중단됐다가 1998년 1월 5일부터 같은 달 30일 마지막회까지 월~금 8시 30분에 방송된 iTV <가족> 외주제작사 아세아네트워크가 줄곧 SBS에 프로그램을 납품해왔던 점을 감안해 SBS 일일드라마 최초로 외주(SBS 프로덕션)에 제작을 의뢰했는데 SBS 프로덕션 소속 이금림 작가를 집필자, SBS 프로덕션 소속 정을영 PD를 연출자로 내세웠고 SBS가 9시 20분에 편성된 순풍산부인과를 통해 일일시트콤을 부활시킴에 따라 <지평선 너머> 후속작 서울 탱고부터 해 뜨는 집까지 SBS의 일일드라마는 한동안 월~금 8시 50분에 방송됐다.

## 기획 의도
만석꾼의 아들 만호와 친구들을 중심으로 그들의 2세가 펼치는 사랑과 야망을 그린 드라마

## 등장 인물
- 황인성 : 조수영 역
- 이성재 : 박종태 역
- 송윤아 : 송영선 역
- 이태란 : 조수희 역
- 박소현 : 송영민 역
- 박근형 : 송만호 역
- 남일우 : 조상진 역
- 여운계 : 강학순 역
- 반효정 : 한인실 역
- 선우용녀 : 오복자 역
- 박인환 : 박두칠 역
- 김영애 : 서부용 역
- 김서라 : 박종미 역
- 공형진 : 송영복 역
- 김수정
- 김세민 : 광치 역
- 손종범 : 한섭 역
- 변소정 : 명주 역
- 권민중 : 김윤희 역
- 권이지 : 지수정 역 - 김윤희의 친구
- 김단비 : 이정희 역 - 김윤희와 지수정의 친구
- 고주희 : 서유정 역 - 김윤희와 지수정과 이정희의 친구
- 곽정욱 : 어린 김정훈 역 - 김윤희의 동생
- 김동현 : 김윤희와 어린 김정훈의 아버지인 김기수 역
- 김자옥 : 김윤희와 어린 김정훈의 어머니인 박순옥 역
- 임채연
- 윤기원
- 김명민
- 김남진
- 최준용
- 김희정 : 최희정 역
- 성창훈
- 이상은
- 임유진 : 강철규 역
- 장은비
- 김영철 : 박준영 역
- 고미영 : 박준영의 아내 이경희 역
- 권도경 : 유화 역
- 양은용
- 조선주
- 편일태
- 이은희
- 송희아
- 신은정 : 정미라 역
- 송지은 : 나영 역
- 신현숙
- 박성혜
- 최지숙
- 홍요섭
- 김청

## 결방 사유, 편성 변경
- 1997년 12월 18일 : 1997 대통령 선거 개표 방송으로 인해 결방
- 1998년 1월 1일 : 신년 특선 이용운 일가의 북한 탈출 (1부) 편성으로 인해 결방
- 1998년 1월 28일 : 설날 특집 엄마 열전 편성으로 인해 결방
- 1998년 1월 29일 : 설날 특집 황수관 김미화의 해피 타임 편성으로 인해 결방
- 1997년 12월 1일 : 제15대 대통령 선거 후보 초청 합동 토론회 편성으로 인해 오후 10시에 방송·편성 (《SBS 8 뉴스》는 오후 7시, 《현장출동 850》은 오후 7시 50분에 방송·편성, SBS 월화 드라마 《사랑하니까》 결방)
- 1998년 2월 17일 : 《1998 나가노 동계 올림픽》 중계 방송으로 인해 오후 10시에 방영 (SBS 월화 드라마 《사랑하니까》는 10시 45분에 방송·편성)
- 1998년 2월 19일 : 《1998 나가노 동계 올림픽》 중계 방송으로 인해 오후 10시에 방영 (SBS 주말 특별 기획 드라마 《모래시계》(재방송)은 오후 11시에 방송·편성)

## 캐스팅
- 조수희 역을 맡은 배우 이태란은 해당 드라마에 캐스팅되어 1997년 10월 11일부터 전무송, 오현경과 공동 진행을 맡아 온 SBS TV 《토요미스테리 극장》에서 1997년 10월 25일을 마지막으로 하차하였는데 한때 <TV특급 일요일이 좋다> 공동 MC 물망에 올랐지만 운동을 하다 떨어져 얼굴을 다치는 바람에[7] 불발됐다.
- 주요 배우들 캐스팅 문제로 어려움을 겪었는데 황인성, 이성재, 송윤아 등을 주요 배역으로 섭외하는 과정에서 MBC, KBS 측과 마찰을 빚었으며 이일화 윤해영 김지수 정혜영 등 SBS 공채 출신 탤런트들은 타사 드라마에서[8][9][10] 선점해간 상태였다.
- 당초 송영선 역은 김혜리, 송영민 역은 송윤아가 낙점됐으나 김혜리가 개인 사정으로 하차하여 작가 이금림과의 미팅을 가진 끝에 송영민 역이었던 송윤아가 송영선 역으로 변경됐다.[11]

## 참고 사항
- 이금림 작가는 해당 드라마 외주 제작사 SBS프로덕션과 1996년 9월 100회 집필 계약을 맺고 이적할 예정이었으나[12] KBS 1TV 일일 드라마 《사랑할 때까지》가 여러 차례 연장을 결정하게 되면서[13] 1997년 2월 28일 끝남에 따라 1997년 3월 SBS프로덕션으로 자리를 옮겼다.
- 가장의 이중 생활, 불륜, 깡패 등의 비정상적인 내용으로 인해 비판을 받았다.[14]
- IMF 때문에 시청률이 갈수록 떨어지자 68회로 조기 종영됐으며[15] 2006년 KBS 1TV TV 소설 《강이 되어 만나리》로 리메이크되었다.
- 정을영 PD는 해당 프로그램 실패 후 100회 계약을 채우지 못한 채[16] SBS프로덕션과 결별하였다.
- SBS 일일 드라마 최초로 외주 제작사인 SBS프로덕션에 제작을 맡겼는데 SBS프로덕션 소속 이금림 작가를 집필자, SBS프로덕션 소속 정을영 PD를 연출자로 내세웠다[17].